# ستيفاني رومانو
ستيفاني رومانو (بالإنجليزية: Stephanie Romanov)‏ هي عارضة وممثلة أمريكية، ولدت في 24 يناير 1969 في الولايات المتحدة.

## أعمال

### مسلسلات
- آنجل

## وصلات خارجية
- ستيفاني رومانو على موقع IMDb (الإنجليزية)
- ستيفاني رومانو على موقع ألو سيني (الفرنسية)
- ستيفاني رومانو على موقع أول موفي (الإنجليزية)
- ستيفاني رومانو على موقع قاعدة بيانات الأفلام السويدية (السويدية)
- ستيفاني رومانو على موقع قاعدة بيانات الفيلم (الإنجليزية)
- ستيفاني رومانو على موقع كينوبويسك (الروسية)